# IAR-22
IAR-22 este un avion monoplan românesc cu aripă joasă produs la Industria Aeronautică Română. A fost primul avion de școală și antrenament conceput la IAR. La cerere, avionul era ușor de adaptat pentru turism.

## Istoric
Avionul a fost dezvoltat din prototipul IAR-21, care s-a lovit de sol în urma unui accident determinat de o vrie plată. În urma analizei cauzelor s-a constatat centrajul greșit al avionului IAR-21. Deoarece aparatul nu era distrus iremediabil, i s-a făcut o reparație capitală în care i s-au adus o serie de modificări, iar în locul motorului în stea de tip Lorraine 5Pc a fost echipat cu un motor în linie, de tip de Haviland Gipsy Major, rezolvându-se astfel în mare problema centrajului. Aparatul a fost redenumit IAR-22 și a fost achiziționat de Subsecretariatul de Stat al Aerului ca avion de școală și antrenament.

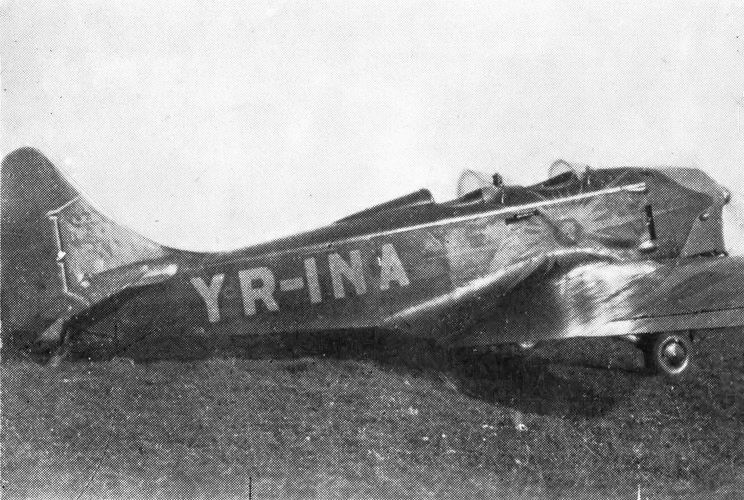
Avionul YR-INA după revopsire

Irina Burnaia, în tentativa ei de a realiza raidul aerian din Africa, a comandat și ea un exemplar, care a fost înmatriculat YR-INA, avionul ei fiind al doilea și ultimul de acest tip construit. Inițial acest avion a fost vopsit clasic, alb, cu bot și dungă roșie, dar la revenirea din raidul din Africa a fost revopsit roșu, cu bot albastru și soare galben. Singurul loc unde putea fi revopsit, existând și posibilități și vreme bună, a fost la Cairo.

## Descriere
Avionul avea două locuri în tandem. Era un monoplan cu aripa plasată jos, cu tren de aterizare fix, carenat. Strucura era din lemn. Aripa era construită din trei secțiuni. Partea centrală era cu profil gros, constant. Părțile laterale erau de formă trapezoidală, cu vârful rotunjit și erau dispuse cu un unghi diedru pronunțat. Structura aripii era din lemn, acoperită cu placaj. Fuzelajul avea o secțiune dreptunghiulară și era format din patru lonjeroane rigidizate cu traverse și diagonale. Guseurile din noduri erau din duraluminiu. Fuzelajul era îmbrăcat cu placaj până în dreptul posturilor de pilotaj, restul fiind împânzit. Ampenajele aveau structură asemănătoare cu a aripii și erau compensate aerodinamic. Toate comenzile erau montate pe rulmenți.
Avionul era propulsat de o o elice bipală inițial de lemn, cu diametrul de 2 m, antrenată direct de un motor de Haviland Gipsy Major de 130 CP. Capotajul motorului era realizat din table de duraluminiu.
Trenul de aterizare avea un ecartament de 2,55 m, și avea amortizoare oleopneumatice.

## Caracteristici IAR-22
Echipaj: 1 pilot + 1 elev sau pasager
Caracteristici tehnice:
- Lungime: 7,522 m
- Anvergură: 11,530 m
- Înălțime: 2,700 m
- Anvergură ampenaj orizontal: 3,550 m
- Suprafață portantă: 20,8 m2
- Masă (gol): 647 kg
- Masă (gata de zbor): 880 kg
- Motor: 1 x de Haviland Gipsy Major de 130 CP (96 kW)

Performanțe:
- Viteză maximă: 193 km/h
- Viteză minimă: 73 km/h
- Timp de urcare:
  - la 1000 m: 5 min 7 s.
  - la 2000 m: 11 min 6 s.
  - la 3000 m: 19 min 56 s.
- Plafon de zbor: 5200 m
- Autonomie: 550 km